# ولتروزن (هنرهای رزمی ترکیبی)
ولتروزن (انگلیسی: Welterweight) از دسته‌های وزنی در مسابقات هنرهای رزمی ترکیبی است، که ورزشکاران بین ۱۵۶ تا ۱۷۰ پوند (۷۱ تا ۷۷ کیلوگرم) را در بر می‌گیرد. دسته ولتروزن، سنگین‌تر از سبک‌وزن و سبک‌تر از میان‌وزن می‌باشد. در مسابقات حرفه‌ای هنرهای رزمی ترکیبی مانند سازمان یواف‌سی اغلب ولتروزن، پنجمین دسته وزنی از ورزشکاران را تشکیل می‌دهد.